# Municipio de Independence (condado de Schuyler, Misuri)
Independence Township es un municipio del condado de Schuyler, Misuri, Estados Unidos. Según el censo de 2020, tiene una población de 319 habitantes.
La subdivisión tiene un código censal Z1, que indica que no está en funcionamiento (non-functioning county subdivision).

## Geografía
Está ubicado en las coordenadas 40°24′17″N 92°24′45″O / 40.40472, -92.41250 (40.404782, -92.412479). Según la Oficina del Censo de los Estados Unidos, tiene una superficie total de 145.54 km², de la cual 145.30 km² corresponden a tierra firme y 0,24 km² son agua.

## Demografía
Según el censo de 2020, hay 319 personas residiendo en la zona. La densidad de población es de 2.2 hab./km². El 97.81 % de los habitantes son blancos, el 0.31 % es amerindio, el 0.94 % son asiáticos y el 0.94 % son de una mezcla de razas. Del total de la población, el 0.31 % es hispano o latino.